# Peter Naur
Peter Naur, född 25 oktober 1928 i Frederiksberg, Danmark, död 3 januari 2016 i Herlev, var en dansk pionjär inom datavetenskap.

## Biografi
Naur började sin karriär som astronom och 1957 tog han sin doktorsexamen inom astronomi, men hans möte med datorer ledde till en förändring av hans yrkesinriktning. Från 1959 till 1969 var han anställd vid Regnecentralen, det danska datainstitutet, medan han samtidigt gav föreläsningar på Niels Bohr-institutet och Danmarks Tekniske Universitet. Från 1969 till 1998 var Naur professor i datavetenskap vid Köpenhamns universitet.

## Vetenskapligt arbete
Naurs huvudsakliga forskningsområden var design, struktur och prestanda hos datorprogram och algoritmer. Områden som programvaruteknik och programvaruarkitektur har också utvecklats av Naur. Han var även redaktionsmedlem för tidskriften BIT Numerical Mathematics om numerisk analys åren 1960-1993.
I sin bok Computing: A Human Activity (1992), som är en samling av hans bidrag till datavetenskap, avvisar han den formalistiska skolan om programmering som anger programmering som en gren av matematiken. Naur ville heller inte gärna bli associerad med Backus-Naur-formen (BNF), som tillskrevs honom av Donald Knuth, och han har sagt att han skulle föredra att den kallas Backus Normal Form.[källa behövs]
Naur kan möjligen identifieras med den empiristiska skolan, som säger att man inte skall söka djupare kopplingar mellan saker som visar sig i världen, utan hålla sig till iakttagbara fakta. Han har attackerat vissa delar av både filosofin och psykologin ur denna synvinkel. Han har också lagt fram en teori om mänskligt tänkande som han kallade Synapse-State Theory of Mental Life.

## Hedersbetygelser
Naur vann 2005 Turingpriset för sitt arbete med att definiera programmeringsspråket ALGOL 60. I synnerhet var det ett erkännande för hans roll som redaktör för den inflytelserika "Report on the Algorithmic Language ALGOL 60" med dess banbrytande användning av BNF. 
Naur är hittills (mars 2025) den ende dansk som har vunnit Turingpriset. Han tilldelades också Rosenkjærpriset 1966.